# Staalskeletbouw

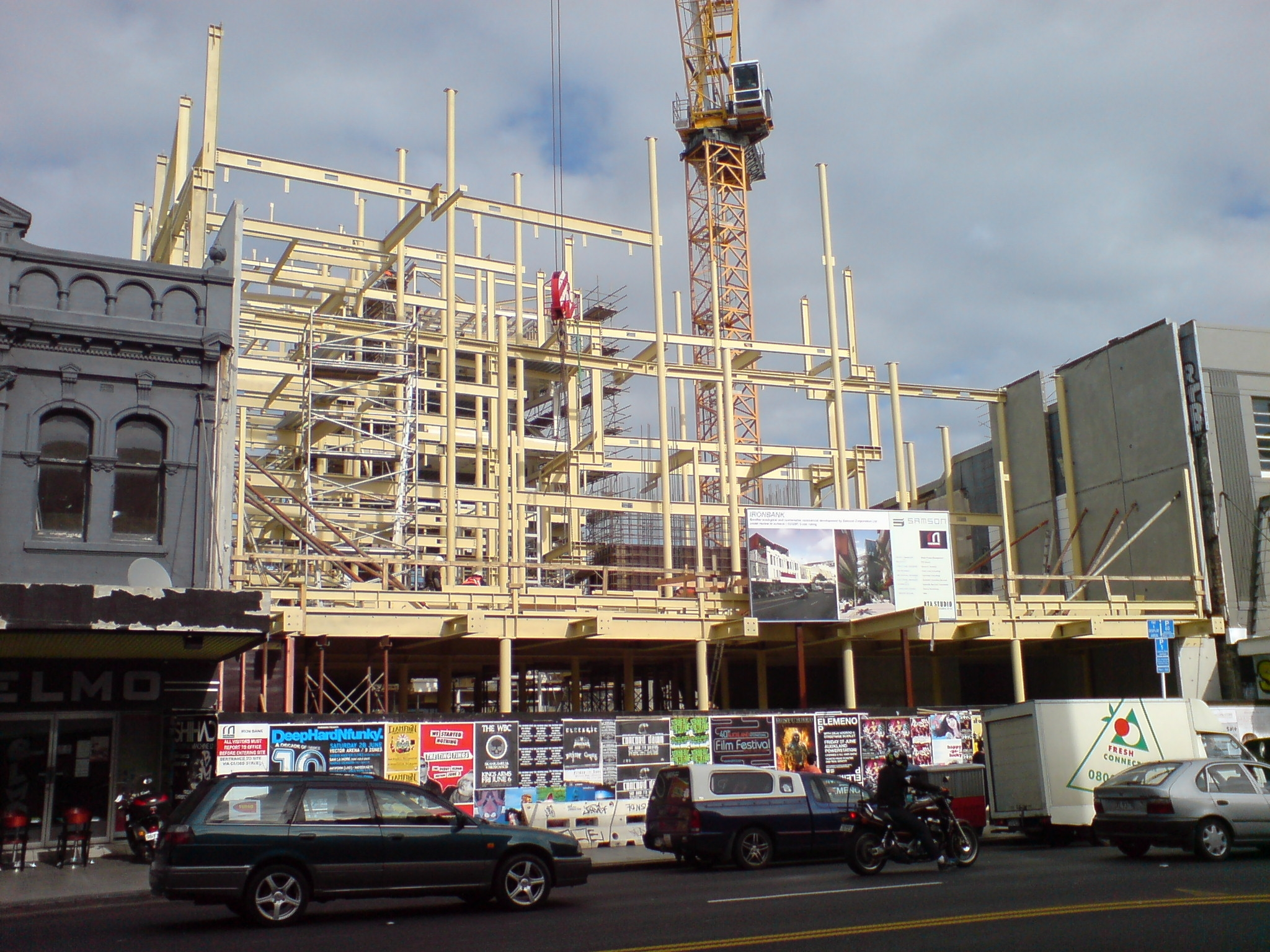
Staalskeletbouw

Staalskeletbouw is een bouwwijze in skeletbouw waarbij met stalen profielen zoals liggers, kolommen en stabiliteitsvoorzieningen een dragend skelet uit staal wordt samengesteld.
Bij gebouwen wordt de ruwbouw ingevuld met vloeren, wanden, daken en gevels en afbouwelementen zoals trappen. Deze scheiding van draagconstructie en afbouw biedt vrije indeelbaarheid van plattegronden en gevels. Door de hoge mate van prefabricage, de grote maatvastheid en de droge montage is de bouwsnelheid hoog, de voorbereidingstijd is daarentegen langer en intensiever dan bij traditioneel bouwen. Een variant op de staalskeletbouw is de staalframebouw waarbij de wanden, vloeren en daken als complete elementen worden aangeleverd en gemonteerd tot een gebouw.

## Begin

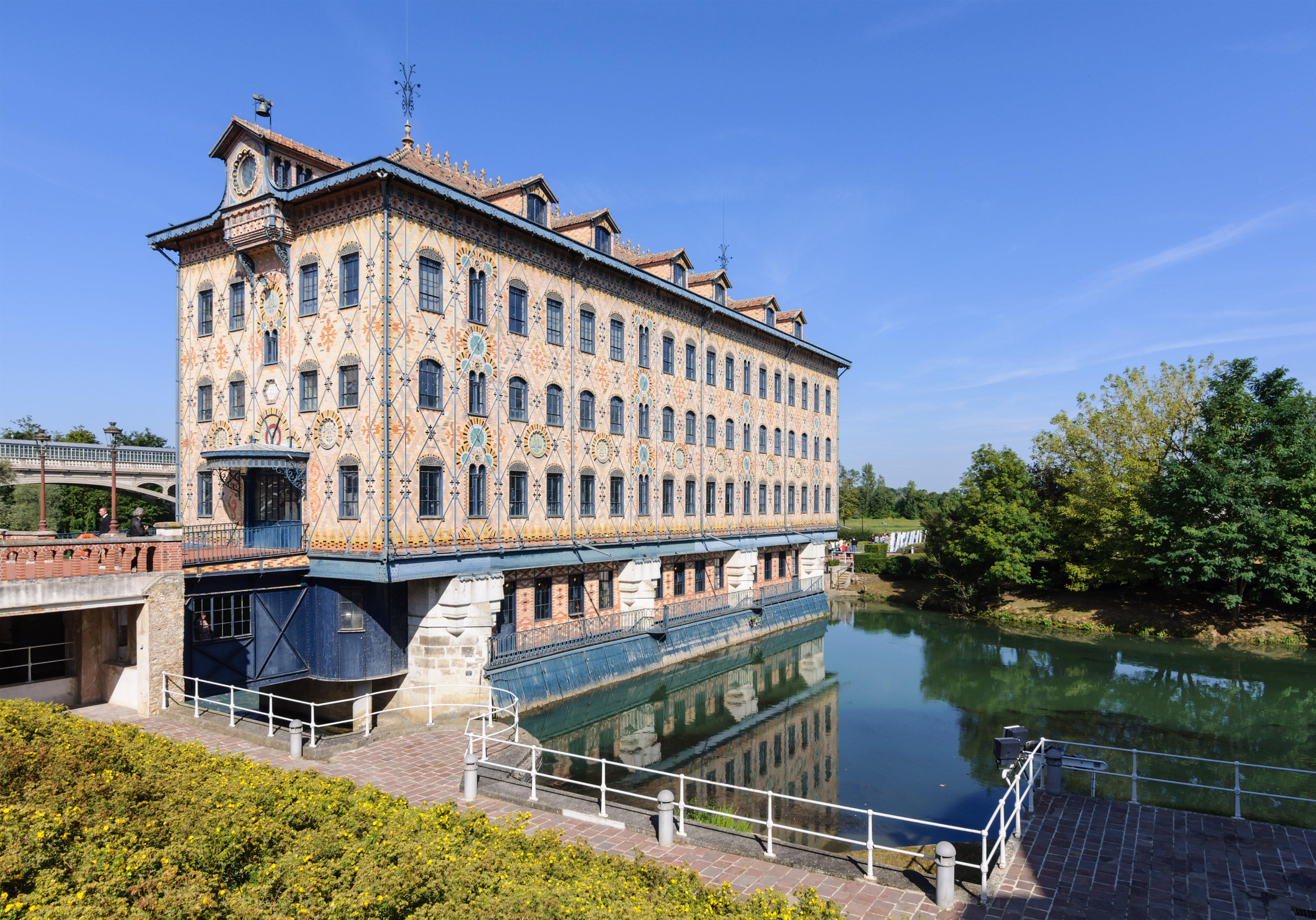
Watermolen van Chocolat Menier

De eerste gebouwen met een ijzeren skeletconstructie staan in Engeland. Een vroeg voorbeeld is de Ditherington Flax Mill, een textielfabriek in Shrewsbury uit 1797. Een ander vroeg en bijzonder voorbeeld van een skelet uit staalprofielen is te vinden in de Menier-chocoladefabriek nabij Parijs (1872).
Gegoten ijzer of gietijzer heeft een hoog gehalte aan koolstof van circa 4% en is daardoor bros. Heden geproduceerd staal heeft een genormeerd maximumgehalte van 2% koolstof.  Staalskeletbouw koppelt grote sterkte en taaiheid aan een laag eigen gewicht. Met deze eigenschappen stond de bouwwijze rond 1900 aan de basis van de ontwikkeling van de wolkenkrabbers in de Verenigde Staten.

## Nederland
Vier woningen aan de Landbouwstraat in Amsterdam zijn waarschijnlijk de vroegste Nederlandse gebouwen met een volledig staalskelet. Deze zijn door architect Dirk Roosenburg in 1925 gerealiseerd volgens het Engelse Dorlonco-bouwsysteem. Na de beurskrach van 1929 daalde de staalprijs sterk en nam staalskeletbouw in Nederland een grote vlucht. 
Bekende voorbeelden uit de jaren 1930 zijn de Parklaanflat en Bergpolderflat van architect Willem van Tijen (1933 en 1934), twee woningblokken aan de Erasmuslaan en Prins Hendriklaan in Utrecht van architect Gerrit Rietveld (1934) en de atelierwoningen aan de Zomerdijkstraat in Amsterdam van architecten Piet Zanstra, Jan Giesen en Karel Sijmons (1934).